# Фреон
Фреон (Freon) е регистрирана търговска марка на The Chemors Company, дъщерна организация на DuPont, която я използва за означаване на редица халогеновъглеродни продукти. Изразът фреон е генерична търговска марка (подобно на аспирин), и с него се означават халогенопроизводните на алканите, които съдържат в молекулите си едновременно флуорни и хлорни атоми:
- CCl3F (фреон 11);
- CCl2F2 (фреон 12);

Фреоните са стабилни, относително инертни в химическо отношение, затова не горят във въздуха, не са взривоопасни даже при контакт с открит пламък, но активно взаимодействат с алкални и алкалоземни метали, с чист алуминий, магнезий и неговите сплави. Те са умерено токсични газове или течности с ниска температура на кипене, които се използват като хладилни агенти и като аерозолни пропеланти (например в дезодорантите). Фреоните включват и хлорофлуоровъглеродите (CFC), които причиняват изтъняването на озоновия слой. Причина за това е, че в долните слоеве на атмосферата те са инертни, но в стратосферата участват във фотохимични реакции. Хлорните атоми играят ролята на катализатор в разпадането на озона до кислород. Един хлорен атом при престой в стратосферата в продължение на две години може да унищожи 100 000 молекули озон. По-новите хладилни агенти, които обикновено включват флуор вместо хлор, не взаимодействат с озоновия слой, защото свободният флуор е много по-малко реактивен с озона, отколкото свободният хлор.

## История
Първите хлорофлуоровъглероди (CFC) са синтезирани от белгийският химик Фредерик Шварц през 1890-те. В края на 20-те години на XX век, екип от изследователи е нает от Чарлс Франклин Кетеринг в Дженерал Мотърс, за да намери заместител на опасните хладилни агенти, които се използвали тогава, като амоняка. Екипът е оглавяван от Томас Мидли, Дж. През 1928 г. те подобряват синтеза на хлорофлуоровъглерод и демонстрират практичността им като хладилни агенти, тяхната стабилност и нетоксичност. Кетеринг патентова хладилна апаратура използваща този газ за подразделението на Дженерал Мотърс – Frigidaire.
През 1930 г. General Motors и DuPon формират Kinetic Chemicals за производство на фреон. Техният продукт е дихлородифлуорометан и сега се обозначава като Freon-12, R-12 или CFC-12. Номерът след R означава класа на хладилните агенти, разработен е от Дюпон за систематично идентифициране на различните халогенирани въглеводороди, както и хладилни агенти на друга база.
През есента на 1985 г. чрез спътникови наблюдения се открива липсата на озон в района на Южния полюс. В отделни северни райони също е установено временно намаляване на концентрацията на озон. Доказано било, че хлорофлуоровъглеродите са отговорни за намаляването на озоновия слой. Това предизвикало забрана или строго ограничение на повечето хлорофлуоровъглероди, влязло в сила с подписването на Монреалския протокол през август 1987 г. Хлорофлуоровъглероди са заменени в много приложения от новите хидрофлуоровъглеводороди (HFC), като новите фреони също са под строг контрол по Протокола от Киото, тъй като са считани за газове с парников ефект. Затова хидрофлуоровъглеводородите вече не се използват в аерозоли, но не са открити подходящи алтернативи за употреба на халогеновъглеродите като хладилни агенти, които да не са запалими или токсични, проблеми, които фреонът първоначално е създаден да избягва.

## Безопасност
Съгласно информационните листове за безопасност на материалите, CFC и HCFC са безцветни, летливи, токсични течности и газове с леко сладък ефирен мирис. Прекомерната експозиция при концентрация 11% или повече може да предизвика замайване, загуба на концентрация, депресия на централната нервна система и / или сърдечна аритмия. Парите им изместват въздуха и могат да причинят задушаване в затворени пространства. Макар че са незапалими, продуктите от горенето им включват флуороводородна киселина и сродни съединения.